# Batalla de les Illes Åland
La batalla de les Illes Åland, o la batalla de Gotland, que es va produir al 2 de juliol de 1915, va ser una batalla naval de la Primera Guerra Mundial entre l'armada de l'Imperi Alemany (Kaiserliche Marine) i l'armada de l'Imperi Rus (Voenno-morskoj flot Rossijskoj Imperii), assistit per un submarí britànic.
Va tenir lloc en la mar Bàltica, davant de les costes de l'illa de Gotland (Suècia), un país neutral durant la Primera Guerra Mundial.

## Batalla

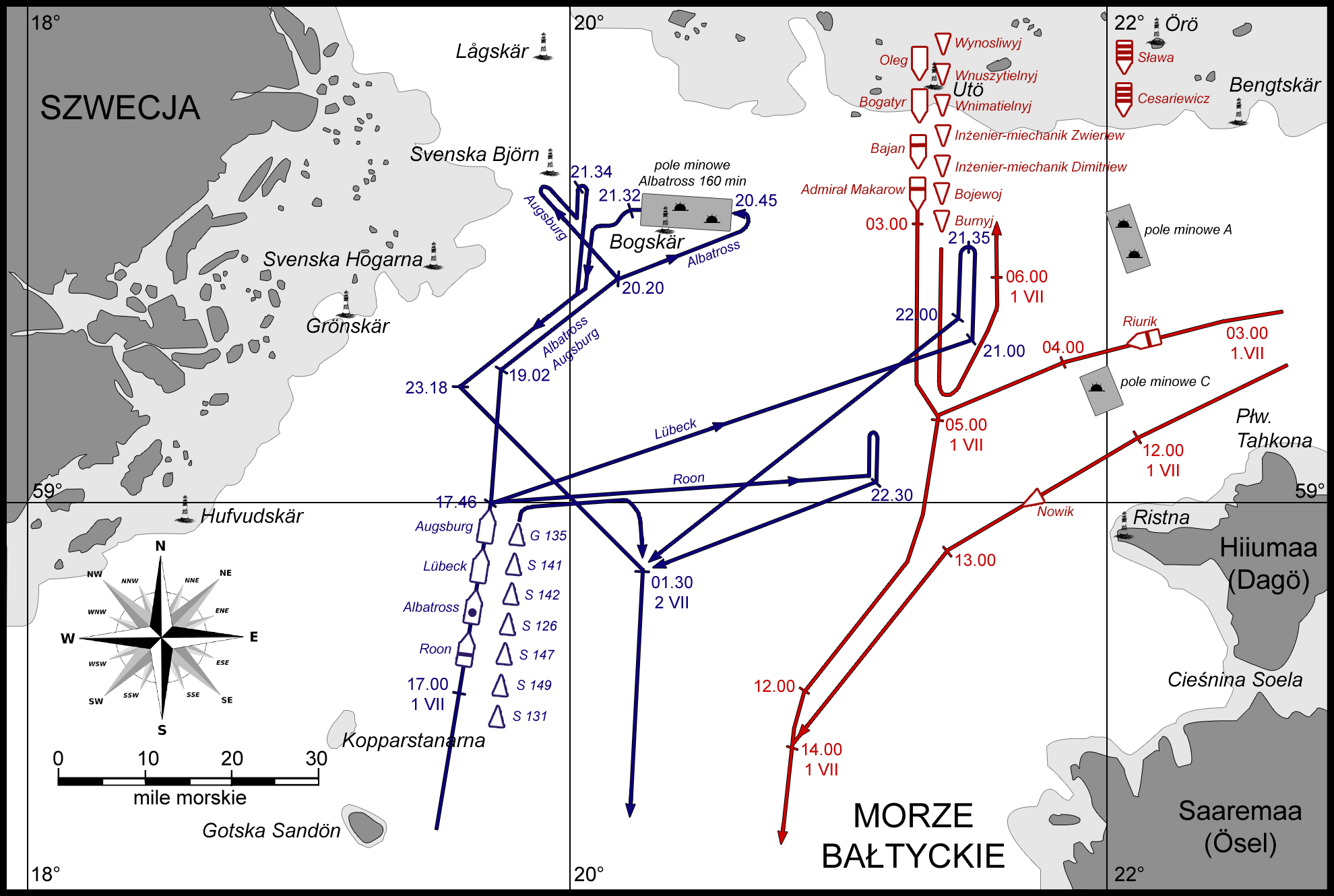
Moviment de tropes
(1 de juliol)

L'1 de juliol de 1915 (18 de juny pels russos ), un esquadró rus format pels creuers cuirassats Admirall Makarov, Bayan, Oleg, Bogatyr, Rurik i Novik, sota el comandament del contraalmirall Mikhail Bakhirev en l'Oleg, van deixar els seus ports per a bombardejar Klaipeda (Memel). Durant la navegació, el Rurik i el Novik es van separar del grup principal a causa de la boira i després van actuar de forma independent.
Al mateix dia, el creuer SMS Albatross, escortat pel creuer cuirassat SMS Roon, els creuers lleugers SMS Augsburg i SMS Lübeck i set destructors, sota el comandament de Johannes von Karpf, estaven col·locant mines al voltant de les illes Åland. Després de completar la seva missió, Karpf va informar a través de la ràdio, però el missatge de Karpf va ser interceptat i descodificat. Quan Bakhirev va localitzar la situació de la flotilla alemanya, va cancel·lar el bombardeig de Klaipeda i es va centrar en la intercepció dels vaixells alemanys.

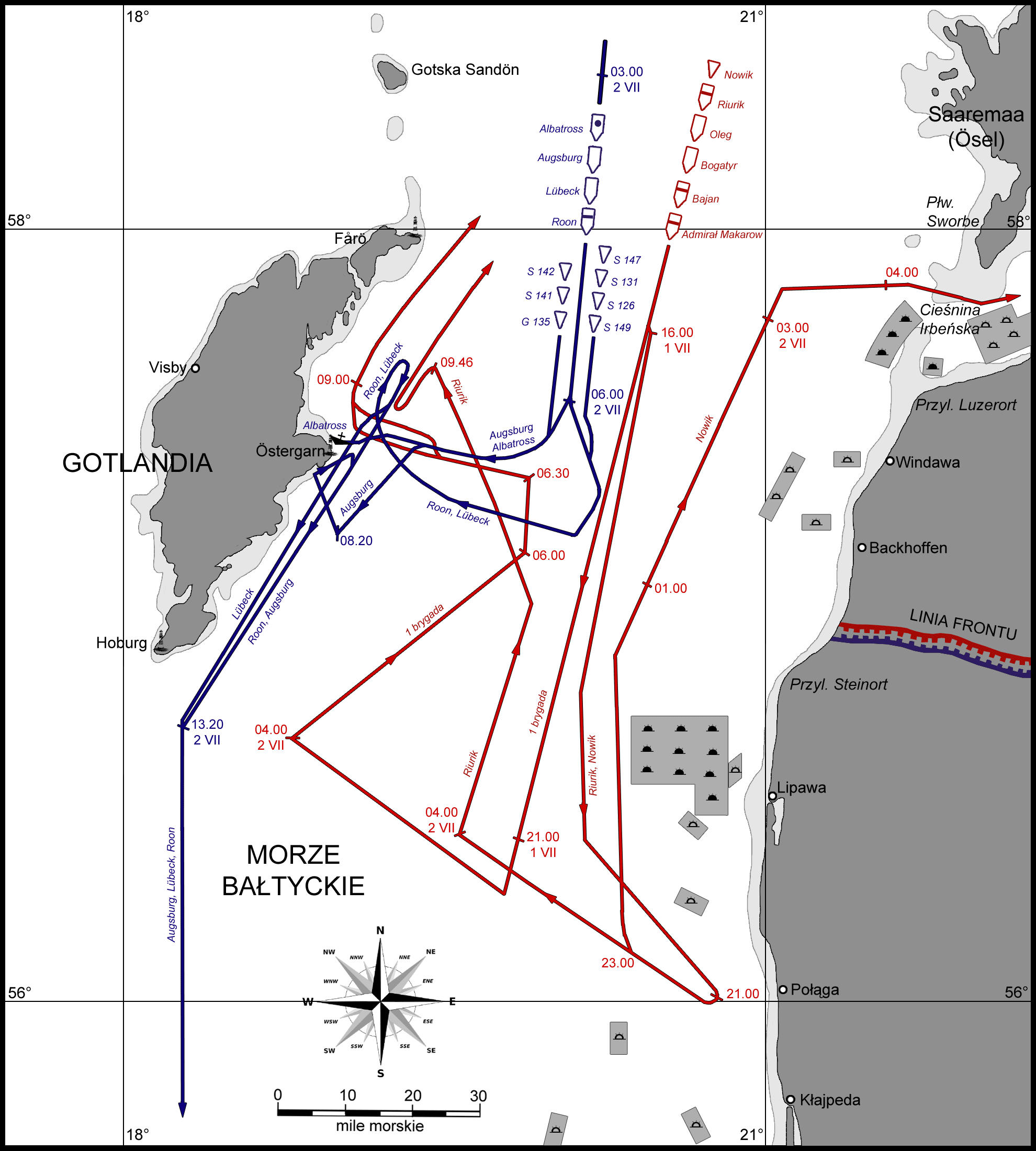
Moviment de tropes
(2 de juliol)

A la matinada del 2 de juliol de 1915, l'esquadra russa va albirar als vaixells alemanys i va obrir immediatament el foc sobre el SMS Augsburg, SMS Albatross i sobre 3 torpediners. Karpf va ordenar al SMS Roon i al SMS Lübeck, que en aquell moment es dirigien cap a Liepāja per a tornar a Gotland. Al mateix temps, va ordenar el SMS Albatross que busqués refugi en aigües territorials sueques. El Bogatyr i l'Oleg van aconseguir apropar-se al SMS Albatross i van obrir foc. El SMS Albatross, en flames, va encallar a l'illa d'Estergorn. Després, el Bayan, l'Oleg i el Rurik van tractar de tornar a la seva base. Un parell d'hores més tard es van trobar amb el SMS Roon i el SMS Lübeck i va començar un curt duel d'artilleria. L'escassa protecció dels creuers russos els va obligar a retirar-se. Davant el temor d'una possible arribada de reforços enemics, els vaixells alemanys danyats també es van retirar.
Van arribar reforços pels dos bàndols i es van unir a la batalla: el creuer cuirassat Rurik i el destructor Novik pels russos; els creuers cuirassats SMS Prinz Adalbert i SMS Prinz Heinrich acompanyats per dos torpediners pels alemanys.
Els alemanys van decidir finalitzar la batalla i mentre es retiraven, el submarí de la Royal Navy HMS E9, oportunament va arribar a l'escena i va torpedinar el Prinz Adalbert a prop de Gdańsk.

## Conseqüències
La batalla de les Illes Åland és considerat com el primer cas d'intel·ligència de senyals de Rússia.
La conseqüència d'aquest desastre per a Alemanya va ser la constatació que els vaixells utilitzats en la mar Bàltica eren en la seva major part completament obsolets, i que era urgent construir amb urgència unitats més modernes o d'aplicar els avenços tecnològics a les unitats pesades antigues.